# 闵永新
闵永新（1962年12月—），安徽滁州人，中共党员，曾任安庆师范大学校长。

## 生平
1984年毕业于安徽师范大学物理学专业。曾任安徽师范大学副校长职务，2007年12月调任安庆师范学院（现安庆师范大学）副院长。2014年12月，任安庆师范学院院长。2022年12月，不再担任安庆师范大学党委副书记、校长职务。

## 争议
2016年6月29日上午，在安庆师范大学毕业典礼暨学位授予仪式上，时任校长闵永新就学校住宿环境、食堂饭菜、学习环境等问题向学生鞠躬致歉，引发热议。